# رضا روستاآزاد
رضا روستاآزاد (۴ اسفند ۱۳۴۰ – ۱۹ مهر ۱۴۰۱) استاد دانشکده مهندسی شیمی دانشگاه صنعتی شریف و رئیس این دانشگاه بود. روستا آزاد دارای دو فرزند به نام سجاد و زینب که هر دو در دانشگاه صنعتی شریف تحصیل کرده اند.
او در ۲۵ مرداد ۱۳۸۹ به عنوان سرپرست این دانشگاه تعیین شد و اواخر اسفند همان سال، حکم ریاست او تأیید شد. برخلاف رؤسای پیشین دانشگاه صنعتی شریف، روستاآزاد بدون اخذ رأی از اعضای هیئت علمی این دانشگاه و مستقیماً با حکم وزیر علوم به این سمت منصوب شده بود. او عضو شورای مرکزی جمعیت ایثارگران انقلاب اسلامی بود.
وی فارغ‌التحصیل رتبه اول دبیرستان خوارزمی، حائز رتبه ۲۷ کنکور سراسری ریاضی فیزیک در سال ۱۳۵۸ و فارغ‌التحصیل رتبه اول در هر سه مقطع کارشناسی (صنعتی اصفهان)، کارشناسی ارشد (UETU ترکیه) و دکتری (Waterloo کانادا) بوده‌است. از فعالیت‌های علمی وی می‌توان به انجام ۳۹ پروژه پژوهشی، انتشار ۴۳ مقاله در نشریات معتبر داخلی و خارجی، ۶۸ مقاله در کنفرانس‌های معتبر داخلی و خارجی، و بیش از ۸۰ راهنمایی و مشاوره پایان‌نامه‌های مقاطع کارشناسی ارشد و دکتری تخصصی اشاره کرد.
او همچنین هدایت پروژه دوران کارشناسی مصطفی احمدی روشن را در سوابق خود دارد.
رضا روستاآزاد طی حکمی در ۲۵ مرداد ۱۳۸۹ از سوی کامران دانشجو، وزیر علوم، تحقیقات و فناوری به عنوان سرپرست دانشگاه صنعتی شریف منصوب شد و تا ۱۶ شهریور ۱۳۹۳ در این سمت بود. در سال ۱۳۹۱ در هفته هوافضا او اعلام کرد از بزرگ‌ترین آرزوهایش «برگزاری نماز جماعت در یکی از کرات آسمانی است.» وی در تیرماه ۱۴۰۱ و تنها سه ماه قبل از فوتش به‌عنوان رئیس اندیشکده حکمرانی شریف انتخاب شد.

## فعالیت سیاسی
رضا روستاآزاد از اعضای هیئت مؤسس جبهه مردمی نیروهای انقلاب اسلامی بوده‌است.

## بیماری و درگذشت
روستاآزاد در زمستان ۱۳۹۶ دچار سکته مغزی شد. پس از چندین هفته بستری شدن در بیمارستان حال وی بهبود یافت و در اوایل سال ۱۳۹۷ به دانشگاه بازگشت. وی پس از تحمل یک دوره بیماری، ظهر روز سه‌شنبه ۱۹ مهر ۱۴۰۱ درگذشت.